# Евіта Летер
Евіта Летер (5 липня 1995) — суринамська плавчиня.
Учасниця Олімпійських Ігор 2016 року, де в попередніх запливах на дистанції 100 метрів брасом посіла 37-ме місце і не потрапила до півфіналів.